# Един-към-един
Един към един (на английски: one-to-one) е тип комуникация между две инстанции (хора, машини и т.н.), било то писмена, устна, електронна или някаква друга. Характерно за този тип комуникация е, че в нея винаги участват точно двама партньора — по-малко от двама би било безсмислено, а при повече от двама партньора е налице друг тип комуникация (в зависимост от случая или много-към-много, или един-към-много). Двамата участника са напълно равностойни, т.е. комуникацията е симетрична – всеки един от двамата може да получава и да изпраща съобщения, било то едновременно или последователно.
Според това дали е възможно едновременно получаване и изпращане на съобщения, комуникацията допълнително се дели на пълен дуплекс (всеки може да получава и изпраща едновременно) или полу-дуплекс (ако единият изпраща, другият получава и не може да изпраща в това време).
Отделно от това, комуникацията може да бъде синхронна или асинхронна.
Стандартни примери за комуникация тип „един към един“ са:
- Нормален разговор между двама души (обикновено синхронен и полу-дуплекс)
- Телефонен разговор без възможност за конференции (обикновено синхронен, винаги пълен дуплекс)
- Писмо от един човек до друг (асинхронна комуникация в пълен дуплекс)
- Чат между двама души в Интернет, например през ICQ, IRC или друга услуга (асинхронен, пълен дуплекс)
- TCP връзка между два компютъра в Интернет (синхронна или асинхронна, пълен дуплекс)